# In The Mix (chanson)
Pour les articles homonymes, voir In The Mix.
Singles de
A No No
(2019)
In The Mix est une chanson de Mariah Carey, extraite de la bande originale de la série télévisée Mixed-ish. La chanson est écrite et composée Mariah Carey et Daniel Moore II. 

## Composition
Le titre est d'un genre pop, aux sonorités old school, avec un riff de guitare,,.

## Clip vidéo
Le vidéoclip met en scène Mariah Carey en train de chanter dans un studio avec ses enfants, alternant avec des images de la série.

## Classement hebdomadaire
| Classements (2019)                    | Meilleure position |
| ------------------------------------- | ------------------ |
| US R&B Digital Song Sales (Billboard) | 9                  |